# Werner Härtling
Werner Härtling (* 1923 in Dortmund; † 4. April 1955 in Witten) war ein deutscher Ringer.
Er erlernte in Witten das Ringen und wurde 1941 deutscher Jugendmeister. 1942 wurde er zur Kriegsmarine eingezogen und war in Wilhelmshaven stationiert. Dort waren auch andere gute Ringer wie Albert Laudien und Herbert Krauskopf, so dass dort genügend Trainingspartner zur Verfügung standen. Deshalb erreichte er auch schnell die deutsche Spitzenklasse in der Leicht- bzw. Weltergewichtsklasse. Nach dem Krieg kehrte er nach Dortmund zurück und wurde Mitglied der in dieser Zeit erfolgreichsten deutschen Mannschaft ASV Heros Dortmund. Mit dieser Mannschaft wurde er von 1949 bis 1953 viermal deutscher Mannschaftsmeister. Zwischen 1942 und 1953 rang er auch viermal in der deutschen Nationalmannschaft bei Länderkämpfen. Werner Härtling kam, erst 32 Jahre alt, 1955 in Witten bei einem Verkehrsunfall ums Leben.
Seine Erfolge bei deutschen Meisterschaften im Weltergewicht:
- 1942 3. Platz im griechisch-römischen Stil hinter Fritz Schäfer, Ludwigshafen am Rhein, und Gustav Gocke, Dortmund;
- 1942 2. Platz im Freistil hinter Fritz Schäfer und vor Erich Wicke, Dortmund;
- 1943 1. Platz im griechisch-römischen Stil vor Ewald Tauer sen., Neuaubing, und Karl Perbandt, Hörde;
- 1949 2. Platz im Freistil hinter Heinrich Nettesheim, Köln, und vor Horst Heß, Dortmund;
- 1953 1. Platz im Freistil vor Ernst Lenz (Ringer), München, und Egon Burmester, Hamburg

Für seine sportlichen Erfolge wurde er am 12./13. Oktober 1951 mit dem Silbernen Lorbeerblatt ausgezeichnet.